# Union nationale des aveugles et déficients visuels
 (juillet 2021).
L'Union nationale des aveugles et déficients visuels (UNADEV), créée le 16 novembre 1929 par Jules Hourcade, poète déficient visuel, est une association loi de 1901 qui a pour but l’assistance aux handicapés visuels, aveugles et malvoyants, et la défense de leurs intérêts. L'autre mission d'UNADEV est de prévenir les maladies de la vue. Le Bus du glaucome, créé au début des années 2010, sillonne la France afin de prévenir et de dépister la maladie.

## Histoire
En 1929, Jules Hourcade crée à Bordeaux une Union des aveugles, qui change de nom en 1960 pour devenir l’Union des aveugles du Sud-Ouest, l’UASO, présidée notamment par Joseph Gradit. Lequel sera à l'origine de multiples initiatives dont celle de l'insertion de personnes mal voyantes dans des fabriques de savons ou pour le compte du chocolatier Tobler.  L'association construit notamment en 1977 la première maison de retraite médicalisée spécialisée pour l’accueil des personnes déficientes visuelles en France, et dans les années 1980 des écoles de chiens guides. En 2000, elle devient l’Union des aveugles et déficients visuels, puis en 2006, l’Union des aveugles et déficients visuels devient l’Union nationale des aveugles et déficients visuels (UNADEV). Elle est reconnue en 2007 officiellement en tant qu'association d’assistance et de bienfaisance. Cette reconnaissance lui permet de recevoir des dons et legs, et les donateurs peuvent bénéficier des réductions d'impôts prévues par l'article 200 du code général des impôts.
Dans les années 2010, elle lance plusieurs campagnes d'information et de dépistage sur les facteurs de risques de glaucome, avec en particulier un «bus du glaucome» qui sillonne la France ,.Au cours de l'année 2018, le Bus du Glaucome, en partenariat avec la Société Française du Glaucome (SFG), la Société Française d’Ophtalmologie (SFO) et l’Association France Glaucome (AFG): a ainsi réalisé près de 18 étapes sur l'ensemble du territoire français, 45 jours de dépistage de la maladie et permis le dépistage de manière gratuite de 4 000 personnes.
Mais dans la même période, elle est secouée par plusieurs mises en cause. En 2014, la Cour des comptes publie un rapport relatif à l’emploi des ressources collectées auprès du public par l’UNADEV de 2008 à 2011. Ce rapport est assorti d’une « déclaration de non-conformité des dépenses aux objectifs de l’appel à la générosité publique ». Il met en avant l'importance des frais de collecte (30%), ce qui réduit la part des dons consacrée réellement à l’accompagnement des personnes aveugles (59 %). Dans un communiqué, l’UNADEV se défend en soulignant qu’aucune malhonnêteté ne lui est reprochée et qu’aucun détournement n’a été constaté. S'agissant des suggestions de la Cour des comptes, elle indique prendre des mesures correctrices pour les suggestions qu'elle considère justifiées.
En 2016, plusieurs membres de l'association portent plainte contre cette organisation, pour plusieurs motifs dont «abus de confiance», «abus de biens sociaux», «pratiques discriminatoires», «extorsion», etc.,..
En 2018, un 2e rapport de la Cour des comptes indique que les dépenses engagées par l’Unadev au cours des exercices 2012 à 2016 sont conformes aux objectifs des appels à la générosité publique émis par l’association, mais ce rapport émet pourtant des réserves sur des dysfonctionnements qui persistent et d'autres qui apparaissent,. Les réserves sont relatives à la transformation des délégués en « ambassadeurs », à la difficulté de justifier la création du fonds de dotation « Lucie Care », à la mauvaise application de la procédure relative à la mise en concurrence lors des appels d’offres, et au fait que le projet « My care phone » n’a pas encore abouti alors que plus de 2,3 M€ y ont été engagés. La Cour formule également trois recommandations relatives aux règles de mise en concurrence, à la procédure d’engagement des dépenses et à la prévention des conflits d’intérêt. L'association apporte par la suite des justifications, mais qui sont jugées insuffisantes par plusieurs adhérents et anciens administrateurs. La présidente de l'association, nommée en 2016, est révoquée en février 2018. Le trésorier est écarté et un nouveau président nommé en juin 2018.
À partir 18 novembre 2019, à l'occasion du 90e anniversaire de l'UNADEV, l'association a créé en partenariat avec France Bleu, la "Tournée des 90 ans". Une expérience pour le grand public de sensibilisation aux difficultés que rencontrent les personnes souffrant de déficience visuelle. Il s'agit d'une immersion totale dans le noir afin de vivre et ressentir ce qu'éprouve une personne déficiente visuelle. Un bus est spécialement aménagé en épicerie, mais totalement immergé dans le noir. Les passants qui vivront cette expérience devront alors faire leurs courses à « l’aveugle » et accompagnées par une personne déficiente visuelle qui jouera le rôle de l'épicier. Au cours de cette immersion dans le noir, les participants devront trouver les bons produits et parvenir à payer leurs courses à l’aide d’un porte-monnaie rempli d’argent factice.

## Chiffres-clés
- 170 employés
- 270 000 donateurs particuliers et entreprises
- 90% des ressources issues de l’appel public à la générosité
- 8 centres UNADEV en région, plus un EHPAD à Vayres (près de Libourne)
- Près d’1 M€ consacré à la recherche médicale chaque année
- 5 écoles de chiens guides en France
- 230 000 heures d’auxiliaire de vie financées
- 32 000 dépistages du glaucome réalisés depuis 2011, grâce au "Bus du Glaucome"[11]